# Community art

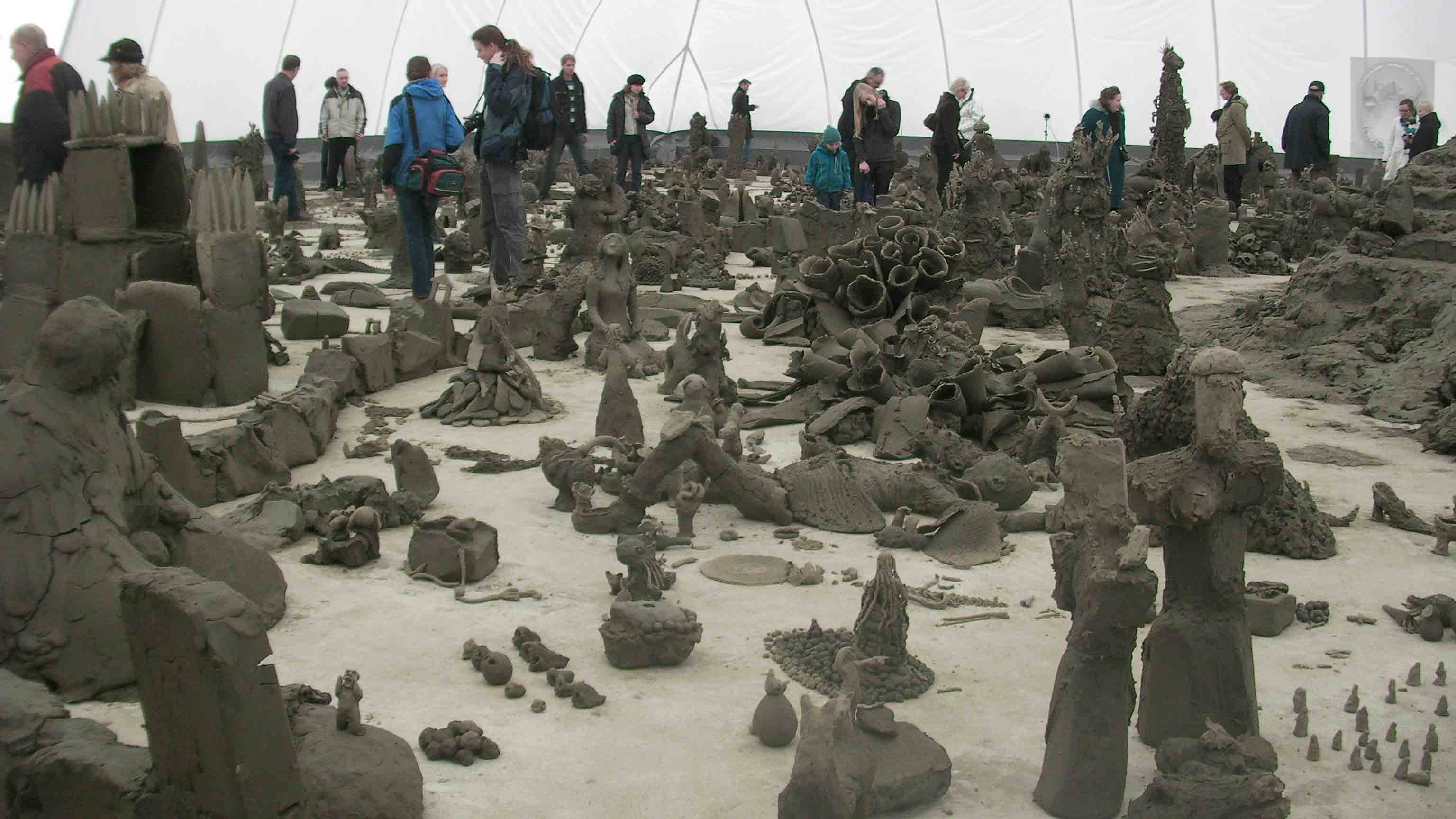
Antony Gormley : klei en het collectieve lichaam, 2009.

Community art is een benaming die gebruikt wordt voor kunstzinnige projecten rondom sociale vraagstukken. 

## Geschiedenis

### Opkomst in Groot-Brittannië

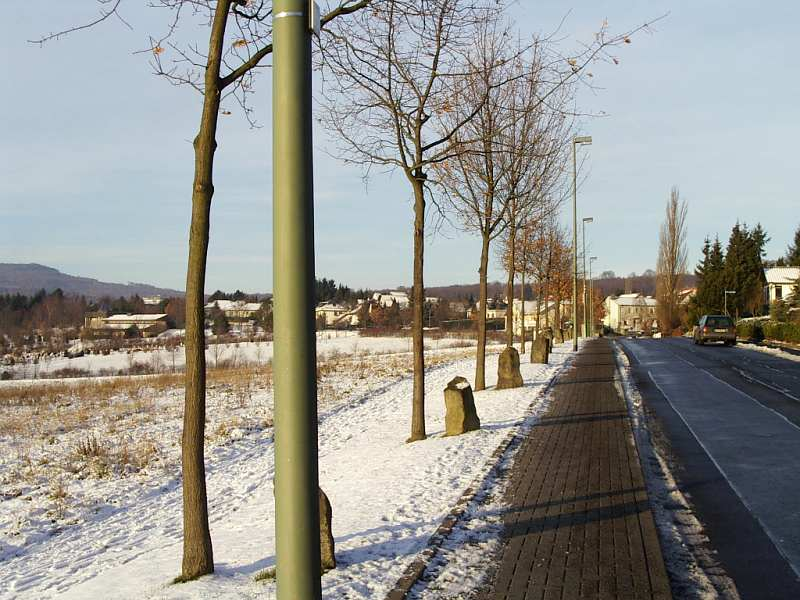
Jozef Beuys: 7000 eiken, Kassel, 1985

In Groot-Brittannië wordt de naam community art voor het eerst verzonnen voor initiatieven van een groep kunstenaars die in de jaren 60 actief was. Deze mensen waren sociaal betrokken, en vroegen subsidie aan bij de Arts Council voor projecten die ze met deelnemers uit de gemeenschap wilden gaan opzetten. De Council wist niet zo goed wat ze hiermee aan moest. Vandaar dat er, mede door de aanhoudende en steeds groter wordende vraag, besloten werd een aparte subsidiecategorie te maken, genaamd: community arts. Sindsdien is er nogal wat gebeurd in Groot-Brittannië op dit gebied. De organisatie van community arts projecten heeft zich verschoven van individuele kunstenaars naar community arts organisaties, met community arts workers, speciaal opgeleid voor het opzetten en begeleiden van dit soort initiatieven. Ook het doel is enigszins verschoven. Ging het eerst over emancipatie en zelfbewustzijn, gestimuleerd door de kunstenaar, om zo de positie van bepaalde bevolkingsgroepen te versterken, nu gaat het vooral om emancipatie en zelfbewustzijn, gestimuleerd door de overheid, met kunst als gereedschap. Deze nieuwe ideologie, die heel langzaam de oude heeft vervangen, noemt Paola Merli in haar essay “Evaluating the social impact of participation in arts activities – a critical review on François Matarasso’s Use or Ornament?” de ‘Revival’ van de community arts. 
Volgens Graham Pitts, schrijver en publicist van artikelen over o.a. community arts, begon community arts reeds 6000 jaar geleden in Australië, waar de Aboriginals hun “gemeenschapskunst” al maakten. Een ander ijkpunt voor de inburgering van de term in Australië is de oprichting van de Community Arts Committee of the Australia Council for the Arts, in 1973. 

### Opkomst in België
In België duikt de term (in het Vlaams: sociaal-artistieke projecten) in de jaren ’90 op, als inzet bij sociale kwesties. Hier is het van begin af aan een overheidsinitiatief dat ontstaat vanuit een beleidsprobleem op het gebied van sociale cohesie en integratie. 

### Opkomst in Nederland
In Nederland verscheen de term in de cultuurnota 2005 – 2008 en in het vooradvies van de Raad voor Cultuur in 2003. Sindsdien vindt men in menig subsidieaanvraag de term terug, met de meest uiteenlopende definities. In veel publicaties wordt de term Community arts als relatief nieuw begrip in Nederland gezien. Misschien is de term nieuw in bepaalde sectoren en beleidsnota’s, maar de community arts zoals beschreven staat in de Cultuurnota is dat niet. Deze activiteiten worden al jaren georganiseerd door verschillende instanties, groot en klein, alleen de naam community arts is nooit gevallen.

## Community artals beleidsterm
Community arts is in veel gevallen een beleidsterm. Het is dan ook niet raar dat de meeste info over community arts uit beleidsstukken, scripties en andere onderzoeken komt. De meeste makers van community arts gebruiken de term in de regel niet, evenmin als de deelnemers.
De term Community arts is nogal vervuild wat betekenis betreft. Er is menig onderzoek naar gedaan en op elke conferentie over (amateur)kunst is het een onderwerp van heftige discussie. Een definitie van community arts geven is eigenlijk onmogelijk. Er blijft weinig anders over dan categoriseren. Graham Pitts en David Watt hebben een acceptabele categorisering gevonden. Deze wordt uitgebreid besproken in hun artikel “The Imaginary Conference” uit 2001. Hun stelling is min of meer: Alles wat zichzelf community arts noemt, is community arts. Dat vooropgesteld, en vele conferenties over community arts later, komen zij met de volgende categorisering: "…Such artwork is ‘in’,’for’, ‘with’, ‘of’ and now in a very pure sense completely ‘by’ the community." Hierbij zijn de woorden in, for, with, of en by de categorieën die ze aanhouden. Hoewel het dus in categorieën is ingedeeld, verklaart dit nog steeds het fenomeen community arts niet. 